# Grad Bronkhorst (Gelderland)
Grad Bronkhorst je bil grad v kraju Bronckhorst, ki se nahaja zahodno od središča mesta Bronkhorst v nizozemski provinci Gelderland. Še vedno prisotna grajska gomila je zaščiten nacionalni spomenik in se nahaja v okoli šest hektarjev velikem naravnem rezervatu, ki ga upravlja Državna uprava za gozdove (Staatsbosbeheer).

## Zgodovina
Grad Bronkhorst je bil sedež prednikov gospodov Bronckhorstskih in je bil eden najpomembnejših gradov v grofiji Zutphen. Grad je bil na strateški lokaciji na reki IJssel južno od Zutphena. Kdaj je bil grad zgrajen, ni znano. Gre za tako imenovani grad moto. Tej obliki ojačitve tradicionalno pripisujejo nastanek nekje ob koncu 10. stoletja. V srednjem veku je bil grad močno prizadet zaradi obleganj, med 80-letno vojno pa je bil grad leta 1582 po devetmesečnem španskem obleganju zaseden in požgan. Kasneje so grofje Limburški-Stirumski stavbo prenovili do te mere, da je bilo v njej ponovno možno bivanje. V 18. stoletju je kompleks počasi propadal, Friderik Albert je dal utrdbo obnoviti, ostalo pa so kos za kosom porušili kasneje. Okoli leta 1848 je še vedno stal mogočen stolp, v katerem je takrat živel kmet. Leta 1896 je še obstajal manjši del gradu, sestavljen iz prednjega poslopja, ki je bilo takrat v propadajočem stanju. Okrog leta 1920 so bili zadnji ostanki gradu Bronkhorst dokončno porušeni  . Od gradu je ostal le grajski hrib v bližini mesta Bronkhorst. Prazno grajsko kopo so dediči Metelerkampa leta 1962 prenesli v last države Nizozemske in jo od takrat upravlja Državna uprava za gozdove. Dickensov muzej, ki so ga zaprli leta 2017, je vseboval maketo nekdanjega gradu Bronkhorst v merilu 1:10.  Na grajskem griču je od leta 2015 manjša bronasta maketa.

## Grajski grič
Na šest ha velikem območju grajskega griča so še ostanki grajskih temeljev. Višino je mogoče preplezati. Kraj je zanimiv za botanike zaradi rastlin, ki jih tam najdemo. Spomladi tam cvetijo lesna vetrnica, pegasti pljučnik, italijanska in pegasta šmarnica, mošus, rumena zvezda in navadni ptičji mleček.

## Grajska kapela
Leta 1344 sta Gijsbert V. Bronckhorstski in njegova žena Katarina Leefdaelska v bližini gradu ustanovila kapelo, posvečeno Mariji in svetemu Martinu. Za župnikovo preživetje so darovali tudi posest za kapelo. Poleg tega je dobil vsako leto dve košari rib iz potoka pri gradu. Do ponovne ustanovitve je prišlo 19. januarja 1345, kar morda kaže na starejšo (grajsko) kapelo, o kateri ni znano nič drugega. Leta 1360 je bila kapela ponovno ustanovljena pod Viljemom IV. Bronckhorstskim. Kasneje je kapela propadla. Med preureditvijo v šolsko poslopje leta 1843 je bilo izgubljenih veliko srednjeveških elementov. Leta 1964 so kapelo obnovili in kolikor je bilo mogoče povrnili v stari slog.

## 't Hoge Huys (Visoka graščina)
't Hoge Huys ali Ophemert iz leta 1633 na koncu Kapelstraata je nekdanja sprejemna hiša gospodov Bronckhorstskih. Hiša je bila zgrajena po velikem mestnem požaru v Bronkhorstu na ostankih starega mestnega obzidja. Bil je dom Bernarda Bucka, oskrbnika Hermana Otona I. Limburškega Stirumskega, ki je bil lastnik gradu. Leta 2000 je bila hiša temeljito obnovljena.